# Аэропорт (микрорайон, Новосибирск)
«Аэропорт» — микрорайон в Заельцовском районе Новосибирска. Расположен к северу от 2-й Ельцовки. Основная часть застройки микрорайона возникла после Великой Отечественной войны.

## История
В 1929 году в Новосибирске был создан аэропорт Новосибирск-Северный, возле которого постепенно возник жилой городок. В 1934 году построили первый деревянный аэровокзал, который год спустя был заменён на одноэтажное каменное здание.
В 1937 году на улице Аэропорт были построены два четырёхэтажных здания (№№ 5, 6), в 1940 году — двухэтажный дом (ул. Аэропорт № 3).
В 1938 году в городке сооружён Дом культуры (ул. Аэропорт № 88).

## Достопримечательности
- Аэровокзал городского аэропорта — здание вокзала бывшего аэропорта Новосибирск-Северный, построенное в 1957 году. Памятник архитектуры местного значения[1].
- Сквер имени Чаплыгина — сквер, расположенный между Мочищенским шоссе и улицей Аэропорт.

## Известные жители
- Сергей Петрович Даньшин  (1911—1943) — лётчик-бомбардировщик, участник Великой Отечественной войны, Герой Советского Союза (1943). С 1935 по 1941 год жил на улице Аэропорт № 6. На здании установлена мемориальная доска[2].